# Elecciones generales de los Países Bajos de 1986
Las elecciones generales de los Países Bajos fueron realizados el 21 de mayo de 1986. La Llamada Democrática Cristiana (CDA) obtuvo 54 de los 150 escaños, convirtiéndose en el partido más grande de la Cámara de Representantes de los Estados Generales.
La coalición gobernante entre el CDA y el VVD logró mantener la misma cantidad de escaños que habían obtenido en las elecciones anteriores, y continuaron trabajando juntos bajo el mando del CDA Ruud Lubbers como Primer ministro de los Países Bajos.

## Candidaturas
| Partido                                   | Partido                                                        | Candidato/Líder                           | Ideología                                 |
| Partidos con representación parlamentaria | Partidos con representación parlamentaria                      | Partidos con representación parlamentaria | Partidos con representación parlamentaria |
| ----------------------------------------- | -------------------------------------------------------------- | ----------------------------------------- | ----------------------------------------- |
|                                           | Partido del Trabajo (PvdA)                                     | Joop den Uyl                              | Socialdemocracia                          |
|                                           | Llamada Demócrata Cristiana (CDA)                              | Ruud Lubbers                              | Democracia cristiana                      |
|                                           | Partido Popular por la Libertad y la Democracia (VVD)          | Ed Nijpels                                | Liberalismo conservador                   |
|                                           | Demócratas 66 (D66)                                            | Hans van Mierlo                           | Socioliberalismo                          |
|                                           | Partido Socialista Pacifista (PSP)                             | Andrée van Es                             | Socialismo democrático                    |
|                                           | Partido Político Reformado (SGP)                               | Bas van der Vlies                         | Derecha cristiana                         |
|                                           | Partido Comunista de los Países Bajos (CPN)                    | Ina Brouwer                               | Eurocomunismo                             |
|                                           | Partido Político de Radicales (PPR)                            | Ria Beckers                               | Izquierda cristiana                       |
|                                           | Federación Política Reformatoria (RPF)                         | Meindert Leerling                         | Democracia cristiana                      |
|                                           | Demócratas de Centro (CD)                                      | Hans Janmaat                              | Conservadurismo social                    |
|                                           | Liga Política Reformada (GPV)                                  | Gert Schutte                              | Democracia cristiana                      |
|                                           | Partido Evangélico Popular (EVP)                               | Cathy Ubels                               | Izquierda cristiana                       |
| Partidos sin representación parlamentaria |                                                                |                                           |                                           |
|                                           | Partido del Centro (CP)                                        | Danny Segers                              | Nacionalismo                              |
|                                           | Partido Socialista (SP)                                        | Hans van Hooft sr.                        | Marxismo-leninismo                        |
|                                           | Dios con Nosotros (GMO)                                        | Th.F. Bakker                              | Catolicismo tradicionalista               |
|                                           | Federación de los Verdes (FG)                                  | Marten Bierman                            | Política verde                            |
|                                           | Partido para la Clase Media (PvdM)                             | Martin Dessing                            | Neoliberalismo                            |
|                                           | Loesje                                                         | Niels van de Griend                       |                                           |
|                                           | Liga de los Comunistas de los Países Bajos (VCN)               | Laurens Meerten                           | Marxismo-leninismo                        |
|                                           | Partido de los Funcionarios y Seguidores de Tendencias (PvAeT) | Frits Guffens                             |                                           |
|                                           | Anti Revolucionarios '85 (A.R.'85)                             | Aad Wagenaar                              | Democracia cristiana                      |
|                                           | Partido Socialista Obrero (SAP)                                | Anneke Meijsen                            | Marxismo                                  |
|                                           | Partido del Interés General (PAB)                              | Jan Simons                                |                                           |
|                                           | Partido Fortuna para Todos (PGvL)                              | Kees Dekker                               |                                           |
|                                           | Lista Wissink                                                  | AA Wissink                                |                                           |
|                                           | Partido Humanista (HP)                                         | Yvonne Oude-Essink                        | Humanismo                                 |
|                                           | Lista Brummer                                                  | RKTh. Brummer                             |                                           |

### Carteles electorales

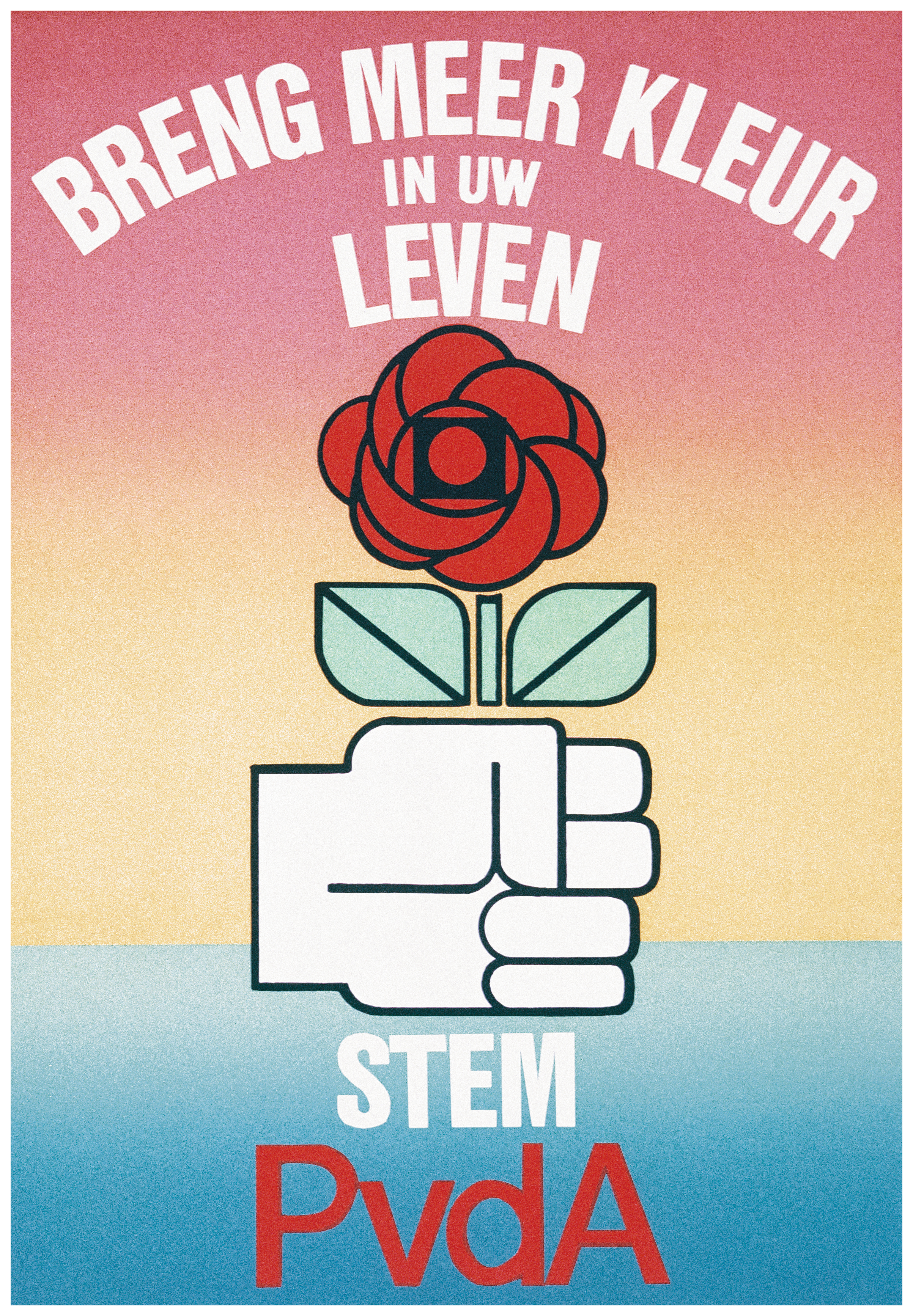
Se puede leer: "DALE MÁS COLOR A TU VIDA. VOTA PvdA".
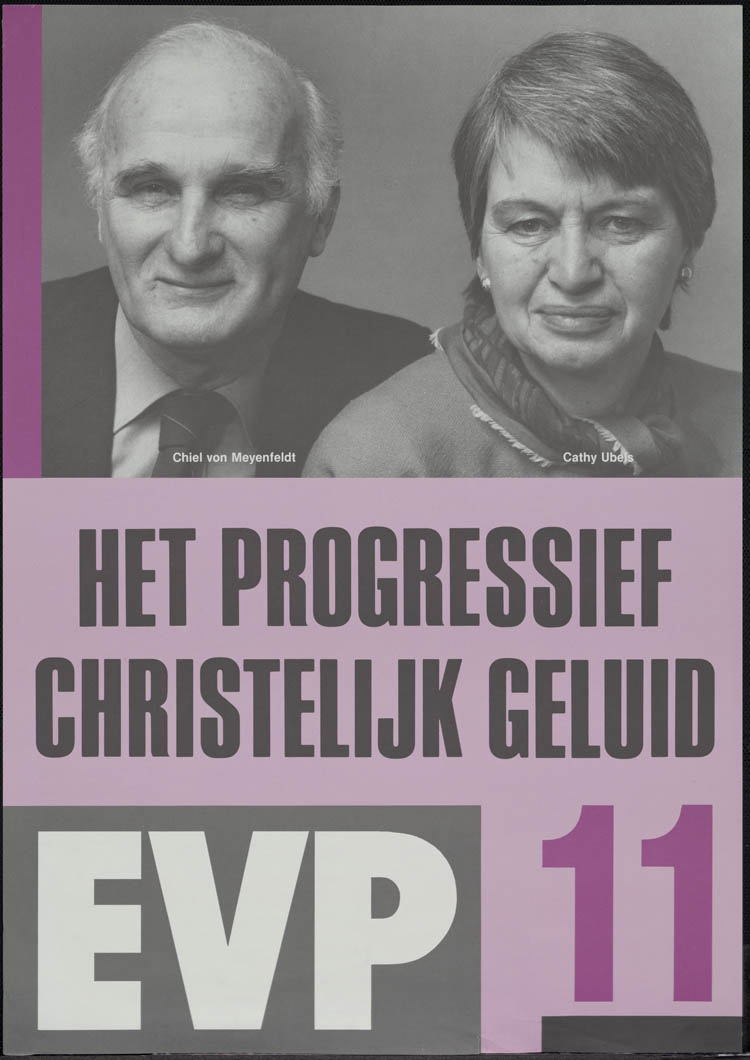
De izquierda a derecha: Chiel von Meijenfeldt (2º en la lista), Cathy Ubels (Cabeza de lista). Se puede leer: "LA VOZ CRISTIANA PROGRESISTA".

## Resultados
|  | 34.59 % |

|  | 33.27 % |

|  | 17.41 % |

|  | 6.13 % |

|  | 1.74 % |

|  | 1.26 % |

|  | 1.20 % |

|  | 0.96 % |

|  | 0.91 % |

|  | 0.63 % |

|  | 0.40 % |

|  | 0.35 % |

|  | 0.24 % |

|  | 0.20 % |

|  | 0.17 % |

|  | 0.14 % |

|  | 0.13 % |

|  | 0.05 % |

|  | 0.05 % |

|  | 0.04 % |

|  | 0.04 % |

|  | 0.03 % |

|  | 0.02 % |

|  | 0.01 % |

|  | 0.01 % |

|  | 0.01 % |

|  | 0.00 % |

|  | 85.76 % |

### Por provincias
| Provincia             | CDA                    | PvdA | VVD  | D66  | SGP | PPR | PSP | GPV | RPF | Otros |     |
| --------------------- | ---------------------- | ---- | ---- | ---- | --- | --- | --- | --- | --- | ----- | --- |
| Provincia             | Brabante Septentrional | 44.2 | 29.6 | 15.4 | 5.5 | 0.4 | 1.1 | 1.1 | 0.2 | 0.3   | 1.7 |
| Drente                | 27.0                   | 43.5 | 17.8 | 5.2  | 0.2 | 1.3 | 0.7 | 1.8 | 1.1 | 2.3   |     |
| Flevoland             | 29.8                   | 33.6 | 17.2 | 7.9  | 2.6 | 1.1 | 0.7 | 1.6 | 1.9 | 2.2   |     |
| Frisia                | 34.8                   | 39.5 | 13.0 | 5.2  | 0.6 | 1.4 | 0.8 | 1.6 | 1.4 | 1.5   |     |
| Groninga              | 23.0                   | 46.9 | 13.5 | 5.4  | 0.2 | 1.6 | 1.5 | 3.9 | 1.1 | 2.0   |     |
| Güeldres              | 37.5                   | 31.5 | 16.4 | 5.4  | 3.0 | 1.0 | 1.1 | 0.7 | 1.3 | 1.7   |     |
| Holanda Meridional    | 29.4                   | 33.7 | 19.7 | 7.0  | 3.1 | 1.1 | 1.1 | 0.8 | 1.0 | 3.9   |     |
| Holanda Septentrional | 27.7                   | 34.5 | 21.5 | 7.7  | 0.3 | 1.5 | 2.0 | 0.4 | 0.5 | 3.4   |     |
| Overijssel            | 41.1                   | 31.2 | 13.3 | 4.8  | 2.2 | 1.1 | 0.8 | 2.3 | 1.7 | 3.1   |     |
| Limburgo              | 46.0                   | 34.0 | 11.3 | 4.4  | 0.0 | 1.1 | 0.8 | 0.1 | 0.1 | 2.4   |     |
| Utrecht               | 33.8                   | 26.6 | 21.6 | 7.0  | 2.5 | 1.7 | 1.6 | 1.6 | 1.2 | 1.6   |     |
| Zelanda               | 32.9                   | 29.6 | 17.8 | 5.5  | 7.9 | 1.0 | 0.7 | 1.4 | 1.5 | 2.9   |     |

### 5 municipios más grandes
| Provincia | CDA            | PvdA            | VVD            | D66            | SGP           | PPR          | PSP          | GPV           | RPF          | Otros         |               |
| --------- | -------------- | --------------- | -------------- | -------------- | ------------- | ------------ | ------------ | ------------- | ------------ | ------------- | ------------- |
| Provincia | Ámsterdam      | 15.82 (61 847)  | 47.3 (184 953) | 15.87 (62 044) | 8.39 (32 821) | 0.14 (546)   | 1.92 (7 522) | 3.39 (13 257) | 0.24 (952)   | 0.29 (1 116)  | 6.65 (25 986) |
| Róterdam  | 19.66 (64 668) | 49.77 (163 709) | 13.85 (45 556) | 6.87 (22 584)  | 1.38 (4 528)  | 1.09 (3 580) | 1.34 (4 408) | 0.65 (2 151)  | 0.66 (2 159) | 4.74 (15 602) |               |
| La Haya   | 25.31 (65 883) | 36.66 (95 435)  | 22.24 (57 894) | 7.55 (19 645)  | 0.94 (2 443)  | 1.23 (3 189) | 1.35 (3 507) | 0.51 (1 339)  | 0.52 (1 342) | 3.7 (9 636)   |               |
| Utrecht   | 24.53 (35 026) | 40.35 (57 619)  | 14.89 (21 268) | 7.62 (10 876)  | 0.55 (782)    | 2.76 (3 944) | 3.55 (5 073) | 0.61 (877)    | 0.48 (687)   | 4.66 (6 656)  |               |
| Eindhoven | 35.04 (40 953) | 33.74 (39 432)  | 17.24 (20 146) | 6.82 (7 969)   | 0.18 (213)    | 1.6 (1 873)  | 1.98 (2 318) | 0.31 (395)    | 0.4 (464)    | 2.68 (3 133)  |               |

### Mapas

Resultados de las elecciones por provincia.